# Copterline

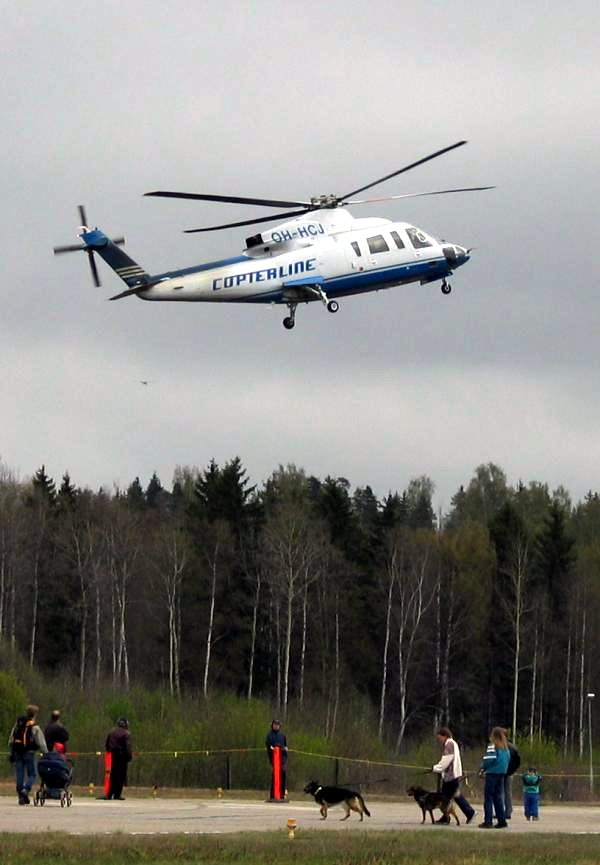
Helikopter från Copterline.

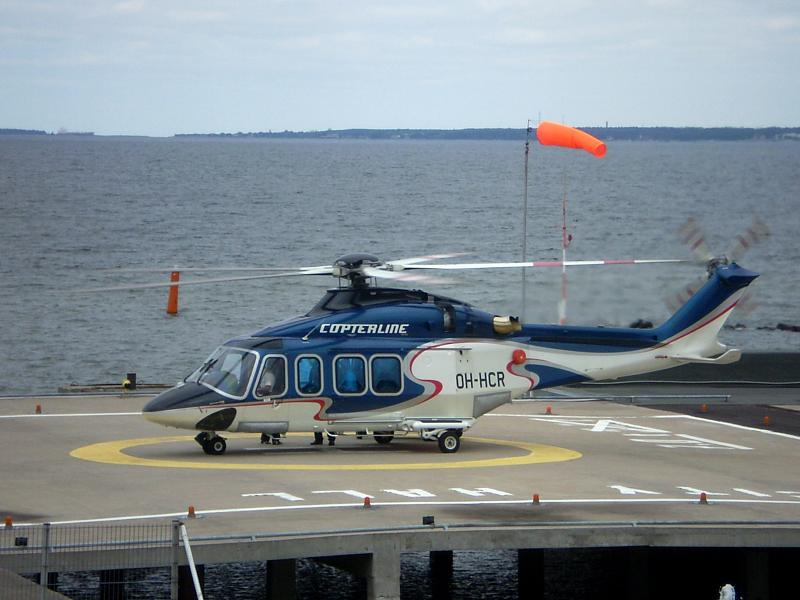
Copterlines AgustaWestland AW139 på Tallinns heliport

Copterline var ett finländskt företag som under några år upprätthöll kommersiell passagerartrafik med helikoptrar mellan Ärtholmens heliport i Helsingfors och Linnahall heliport i Tallinn, samt trafik med räddningshelikoptrar i Finland. Copterline lämnade in konkursansökan den 15 februari 2010.

## Helikoptrar i kommersiell trafik
- 2 st Sikorsky S-76+

## Räddningshelikoptrar
- Eurocopter EC-135 SEPE i Uleåborg
- Eurocopter EC-135 ILMARI i Varkaus
- Eurocopter EC-135 PETE i Vasa